# Nova Verona
Nova Verona é um distrito do município de São Mateus, no Espírito Santo. O distrito possui  cerca de 1 200 habitantes e está situado na região oeste do município.